# Krystyna Jamroz

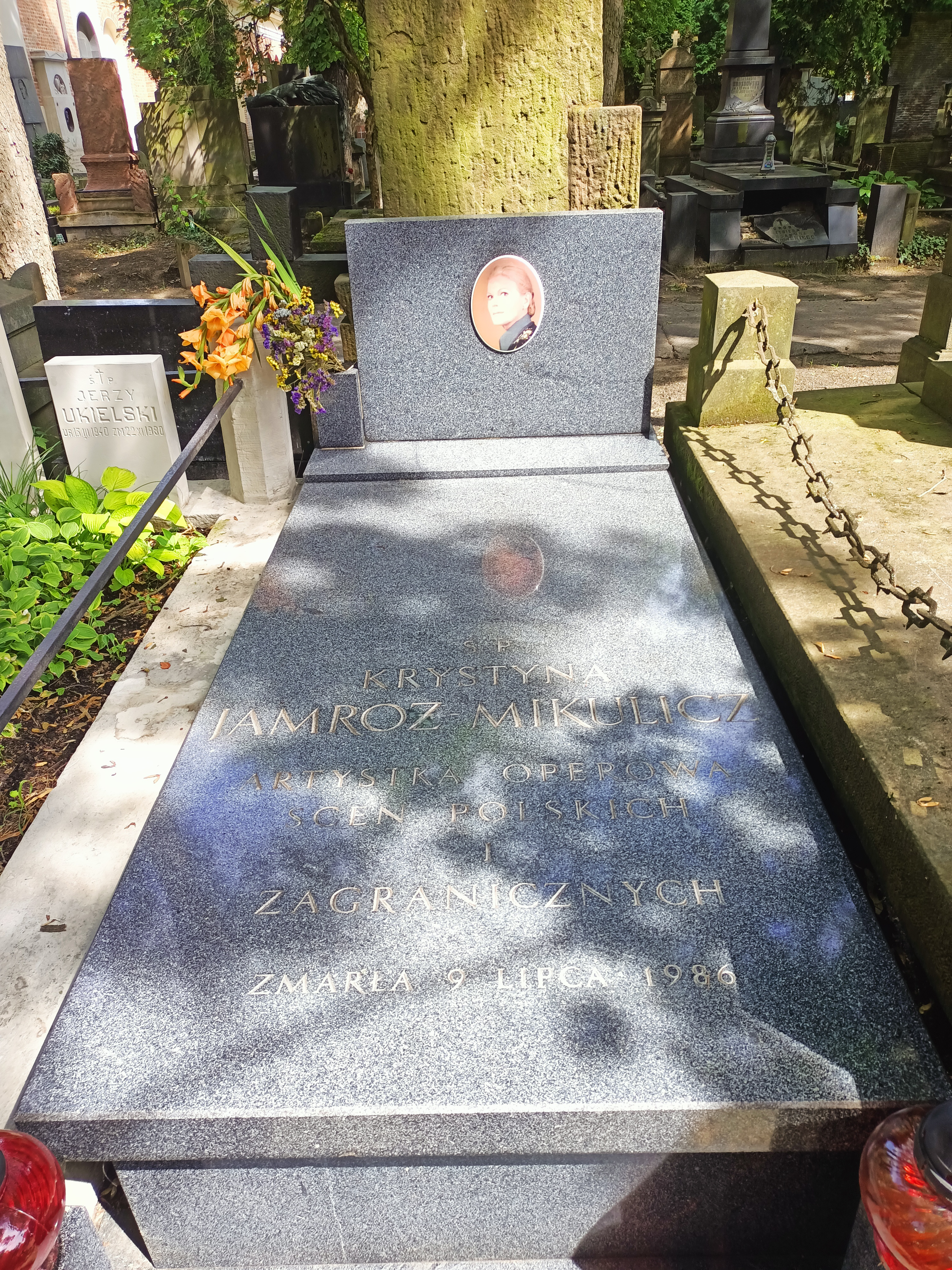
Grób Krystyny Jamroz Mikulicz na cmentarzu Powązkowskim w Warszawie

Krystyna Jamroz (ur. 29 sierpnia 1923 w Busku-Zdroju, zm. 19 lipca 1986 w Warszawie) – polska śpiewaczka (sopran dramatyczny).

## Życiorys
Studiowała na Akademii Muzycznej we Wrocławiu pod kierunkiem prof. Ireny Bardy, tam też w 1948 rozpoczęła karierę na scenie Opery debiutując rolą Pazia w Rigoletcie. W 1957 została zaangażowana do opery w Poznaniu, a od 1961 była solistką Teatru Wielkiego w Warszawie. Spośród jej kreacji wyróżniały się: Turandot w operze Giacomo Pucciniego, Aidy w operze Giuseppe Verdiego, Matki Joanny od Aniołów w Diabłach z Loudun Pendereckiego. Występowała na scenach operowych Europy otrzymując znakomite recenzje.
Dalszą działalność artystyczną uniemożliwiła jej przewlekła choroba nowotworowa, zmarła 9 lipca 1986 w Warszawie. Została pochowana na Cmentarzu Powązkowskim w Warszawie, symboliczny grób znajduje się w Busku-Zdroju.
Jej mężem był Sergiusz Mikulicz. Matka Krystyny, po mężu Kuźniak.

## Upamiętnienie
Na przełomie czerwca i lipca w Busku-Zdroju odbywa się od 1995 Międzynarodowy Festiwal Muzyczny im. Krystyny Jamroz, na który przybywają artyści z całego świata. Organizatorem Festiwalu jest Buskie Samorządowe Centrum Kultury. 
O karierze artystki opowiada film dokumentalny z 1970 pt. Śpiewa Krystyna Jamroz w reżyserii Andrzeja Trzosa-Rastawieckiego.
9 lutego 1990 Poczta Polska wydała znaczek z podobizną Krystyny Jamroz o nominale 100 złotych, w ramach serii o sławnych polskich śpiewakach. Autorem całości był artysta grafik Michał Piekarski.